# Lissoglossa taeniata
Lissoglossa taeniata är en tvåvingeart som beskrevs av Villeneuve 1912. Lissoglossa taeniata ingår i släktet Lissoglossa och familjen parasitflugor. Inga underarter finns listade i Catalogue of Life.